# D705iμ
FOMA D705iμ（フォーマ・ディー なな まる ご アイ ミュー）は、三菱電機によって開発された、NTTドコモの第三世代携帯電話 (FOMA) 端末である。

## 概要
- 全体的にD703iの進化型といったものである。厚みは増加したが、機能面ではおサイフケータイや2in1、microSDに対応するなど大幅な進化を遂げている。
- 端末はキー操作部にメタリックシートを採用し光沢を増している。また、画面はハーフミラーとなっており、よりメタリックさを強調したデザインとなっている。
- サブカメラを備えていないため、テレビ電話で自分の顔を送信することはできない。
- 2008年3月3日に三菱電機が携帯電話事業から撤退する事を発表したため、同年1月30日に発売されたD705iとともに、三菱電機から最後に発売された携帯電話となった。このことから、Dシリーズで「μ」が機種名に付けられたのは最初で最後となった。

| 主な対応サービス           | 主な対応サービス                    | 主な対応サービス           | 主な対応サービス                       |
| -------------------------- | ----------------------------------- | -------------------------- | -------------------------------------- |
| DCMX／おサイフケータイ     | うた・ホーダイ                      | 着うたフル／着うた         | デジタルオーディオプレーヤー(WMA)(AAC) |
| 直感ゲーム／メガiアプリ    | Music&Videoチャネル／ビデオクリップ | 3Gローミング（WORLD WING） | プッシュトーク                         |
| FOMAハイスピード           | GPS／ケータイお探し                 | デコメール／デコメ絵文字   | iチャネル                              |
| 着もじ                     | テレビ電話／キャラ電                | 電話帳お預かりサービス     | フルブラウザ                           |
| おまかせロック／バイオ認証 | 外部メモリーへiモードコンテンツ移行 | トルカ                     | iC通信／iCお引越しサービス             |
| きせかえツール／マチキャラ | バーコードリーダ／名刺リーダ        | 2in1※                      | エリアメール                           |

※BモードのメールはWebメールとなる。

### プリインストールiアプリ
- 地図アプリ
- Gガイド番組表リモコン
- DCMXクレジットアプリ
- ケータイクレジットiD

## 歴史
- 2007年11月1日 - D905i・D705i・D705iμ・F905i・F705i・N905i・N905iμ・N705i・N705iμ・P905i・P905iTV・P705i・P705iμ・PROSOLID μ・SH905i・SH905iTV・SH705i・SO905i・SO905iCS・SO705i・L705i・L705iX・NM705iの開発が発表。
- 2007年11月22日 - 技術基準適合証明 (TELEC) 通過
- 2007年11月30日 - 電気通信端末機器審査協会 (JATE) 通過
- 2008年1月10日 - 報道関係者向けの内覧会で実機を公開
- 2008年1月30日 - 発売開始